# Nadagara argyrosticha
Nadagara argyrosticha är en fjärilsart som beskrevs av Turner 1919. Nadagara argyrosticha ingår i släktet Nadagara och familjen mätare. Inga underarter finns listade i Catalogue of Life.